# Le pompier des Folies Bergères
Le pompier des Folies Bergères, també coneguda com Un pompier qui prend feu i Les Hallucinations d'un pompier és una pel·lícula de 1928 protagonitzada per Josephine Baker. El director és desconegut. La pel·lícula dura uns set minuts i mig.
La pel·lícula es va produir el 1927 i es va estrenar el 1928. La història inclou les fantasies eròtiques d'un bomber i inclou elements de l'actuació de Baker al Folies Bergère titulada "Un Vent desfolies at the Folies-Bergere." El bomber, inspirat en veure les noies del Folies Bergère, s'imagina que les persones que troba són dones nues.
Baker apareix en dues escenes com a conductor del metro que es transforma en una "showgirl poc vestida... sense nom i seductora" en part de les fantasies del bomber, i balla el xarleston en una escena. Terri Francis, acadèmica d'estudis de cinema i mitjans de comunicació, assenyala que hi ha diversos contrastos a la pel·lícula entre un nombre de dones blanques que apareixen nues, en grups immòbils posats, i Baker, qui va vestit, balla i apareix individualment.
La socióloga Bennetta Jules-Rosette va escriure l'any 2007 que "Tot i que aquesta pel·lícula avui es consideraria pornografia softcore, és difícil determinar l'abast de la seva distribució i les respostes del seu públic quan es va estrenar el 1928". La Biblioteca Nacional de França té una còpia en vídeo de la pel·lícula.